# Sérgio Guedes
Ivanílton Sérgio Guedes (Rio Claro, 7 de novembro de 1962), é um ex-futebolista, que atuava como goleiro, e treinador brasileiro. Atualmente está no Água Santa.

## Carreira

### Como jogador
Sérgio começou a carreira de jogador nas categorias de base da Ponte Preta. Em 1982, Sérgio foi o camisa 1 da Ponte Preta campeã da Copa São Paulo. Para ganhar experiência, Sérgio foi emprestado em 83 para o Araçatuba, do interior de São Paulo, onde iniciou a carreira profissional.
Ganhou reconhecimento ao defender as cores da Ponte Preta, onde ficou por seis anos. É o quarto goleiro que mais defendeu a meta da Ponte Preta na história, com 183 partidas disputadas entre 1984 e 1988.
No início de 1989, foi adquirido pelo Santos por 100 mil cruzados. Também teve boa passagem pelo clube, onde, na época, foi convocado 11 vezes para defender a Seleção Brasileira. Aos 27 anos de idade, Sérgio atuou como titular da Seleção Brasileira na derrota sofrida por 2 a 1 para a seleção do Resto do Mundo, em partida festiva realizada no dia 31 de outubro de 1990 no estádio Giuseppe Meazza, comemorativa ao aniversário de 50 anos de Pelé. Em 1991, ainda como jogador do Peixe, Sérgio Guedes integrou a delegação brasileira na disputa da Copa América de 1991. Ficou no Santos até 1992.
Também atuou pelo Goiás (1993), Cruzeiro e Internacional (1994).
Na sua passagem pelo América-SP, foi considerado o melhor goleiro da história do clube.
Encerrou sua carreira como jogador em 2003, sendo o terceiro goleiro da Portuguesa Santista.

### Como treinador
Começou sua carreira como treinador na Portuguesa Santista em 2005, posteriormente foi para o São Carlos e, em seguida, para a Ponte Preta, Santo André e Bahia.
Em 2010, em sua segunda passagem pela Ponte Preta, foi demitido, em decorrência do desgaste provocado pela eliminação na Copa do Brasil, com a derrota por 2 a 1 para a Portuguesa, no Canindé. No Campeonato Paulista, a Macaca fez uma campanha apenas regular, ocupando a nona posição, com 24 pontos. Em 21 jogos comandando a equipe de Campinas nas duas competições, Guedes teve oito vitórias, seis empates e sete derrotas. Em 2008, ele comandou uma das melhores formações da Ponte em Paulistões, quando levou a equipe à decisão que acabou sendo derrotada diante do Palmeiras.
Em maio de 2010, é contratado pelo São Caetano para o restante do Campeonato Brasileiro da Série B.
Em outubro de 2010, acertou com a Portuguesa. No comando da Lusa, Sérgio Guedes obteve um bom desempenho na Série B, com sete vitórias, um empate e duas derrotas e renovou seu contrato no final do ano.
Em agosto de 2011, foi anunciado como novo treinador do Americana, de onde saiu meses depois, após divergências com a diretoria.
Em 11 de novembro de 2011, foi anunciado como o novo técnico do Red Bull Brasil.
Em maio de 2012, acertou seu retorno ao comando do São Caetano.
Em outubro de 2012, acertou com o XV de Piracicaba, mas no mesmo mês foi emprestado ao Sport até dezembro, com a missão de salvar o Leão do descenso.
Em 4 de dezembro de 2012, dois dias depois de não conseguir salvar o Sport do rebaixamento, Guedes, impedido de estender seu contrato por causa das eleições presidenciais que os pernambucanos irão enfrentar, volta ao XV de Piracicaba ponderando, contudo, que sua história com o Leão não acabou.
Em março de 2013 foi confirmada a volta de Sérgio Guedes ao Sport. No entanto, acabou sendo demitido em maio, após a perda do título estadual para o Santa Cruz e a eliminação na Copa do Brasil para o ABC.
Assumiu ainda esse ano, o Ceará e deixou o clube cearense, pra retornar mais uma vez, ao São Caetano Foi demitido, após maus resultados.
Acertou, em 2014, com o Oeste. Sérgio Guedes atuou durante 6 partidas pelo Oeste e foi demitido.
No dia 22 de abril de 2014, acertou com o Santa Cruz. Foi demitido em 19 de setembro de 2014 após derrota do Santa Cruz por 2x1 para o Luverdense.
Em 16 de fevereiro de 2016 assinou contrato com o Rio Claro. Em outubro de 2017 rescinde com o Rio Claro após divergências com o presidente do clube Luiz Balbo.
A diretoria da Portuguesa Santista acertou com Sérgio Guedes no final de novembro de 2017, o treinador que comandará o clube da cidade de Santos pela segunda vez, terá a missão de comandar a equipe na Série A3 do Paulistão do próximo ano.
Após ser contratado pela Portuguesa Santista, conseguiu o acesso a Série A2 de 2019, ao ter chegado a final da Série A3 de 2018,onde foi vice-campeão perdendo a final pro Atibaia nos acréscimos.
Pelo Água Santa foi vice-campeão da Série A2 de 2021, recolocando o time de Diadema na elite estadual. Em março de 2022, deixou o Água Santa após 18 meses à frente do clube, onde comandou o clube em 40 partidas, sendo 16 vitórias, 14 empates e 10 derrotas.
Em setembro de 2022, acerta com a Portuguesa Santista para o Paulistão A2 de 2023. Conduziu a Briosa às quartas-de-final do Paulistão A2, ficando com a 5º colocação na classificação geral e renovou contrato para a disputa da Copa Paulista e do próximo Paulistão A2.
Em 2024, disputou a Copa do Brasil, onde foi eliminado na primeira fase após derrota para o Caxias por 1x0. Na Série A2, a Portuguesa Santista foi eliminada na semifinal contra o Noroeste nos pênaltis. Sérgio Guedes foi eleito o melhor técnico do Campeonato.
No dia seguinte após a perda do acesso à elite estadual, Sérgio Guedes sofreu um infarto e passou por um cateterismo.
Em maio de 2024, acertou com o São José com contrato até o fim do Brasileiro da Série D.

### Estatísticas
| Ano       | Clube               | Jogos | Vitórias | Empates | Derrotas | Aproveitamento |
| --------- | ------------------- | ----- | -------- | ------- | -------- | -------------- |
| 2005–2006 | Portuguesa Santista | 141   | 66       | 34      | 41       | 53,27%         |
| 2006      | São Carlos          | 14    | 4        | 4       | 6        |                |
| 2009      | Santo André         | 14    | 4        | 5       | 5        | 40,48%         |
| 2009      | Bahia               | 12    | 3        | 2       | 6        |                |
| 2009–2010 | Ponte Preta         | 50    | 23       | 11      | 16       |                |
| 2010–2011 | Portuguesa          | 21    | 8        | 6       | 7        |                |
| 2011      | Americana           | 17    | 8        | 5       | 2        | 67%            |
| 2012      | Red Bull Brasil     | 13    | 7        | 2       | 4        |                |
| 2012–2013 | São Caetano         | 49    | 20       | 12      | 17       | 48,98%         |
| 2012–2013 | Sport               | 24    | 11       | 5       | 8        | 52,80%         |
| 2013      | XV de Piracicaba    | 11    | 2        | 4       | 5        | 30,3%          |
| 2013      | Ceará               | 11    | 3        | 2       | 6        | 33,3%          |
| 2014      | Oeste               | 6     | 1        | 0       | 5        | 16,67%         |
| 2014      | Santa Cruz          | 26    | 9        | 10      | 7        | 47,61%         |
| 2015      | Mogi-Mirim          | 17    | 4        | 7       | 6        | 35,1%          |
| 2016–2017 | Rio Claro           | 55    | 25       | 12      | 18       |                |
| 2021      | Água Santa          | 40    | 16       | 14      | 10       | 51,6%          |
| 2024      | São José            | 12    | 2        | 7       | 3        |                |
| 2025      | Grêmio Prudente     | 15    | 5        | 5       | 5        | 44,4%          |

## Títulos

### Jogador
Ponte Preta
- Campeonato Paulista do Interior: 1984

Cruzeiro
- Copa do Brasil: 1993

Internacional
- Campeonato Gaúcho: 1994

América-SP
- Campeonato Paulista - Série A2: 1999

### Treinador
Portuguesa Santista
- Copa Paulista: 2023